# Lambert Pietkin

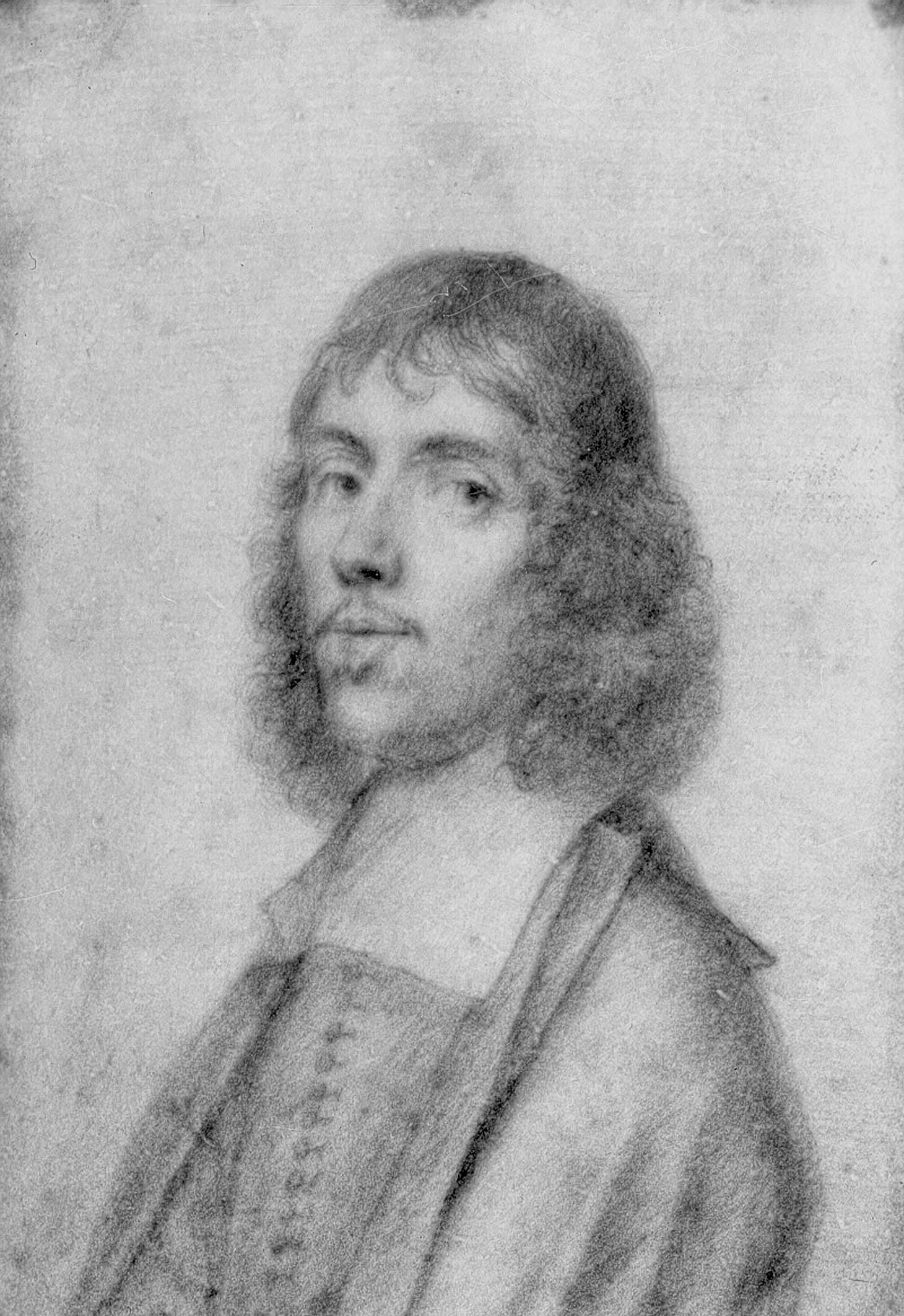
Portrettekening door Jean-Guillaume Carlier (Prentenkabinet Museum voor Schone Kunsten, Luik)

Lambert Pietkin (ook: Pietquain) (Luik, gedoopt 22 juni 1613 – aldaar, 16 september 1696) was een Luiks componist, dirigent en organist.

## Levensloop
Pietkin kreeg zijn muzikale opvoeding van Henri de Remouchamps aan de Sint-Lambertuskathedraal in Luik. In 1630 droeg Remouchamps aan hem de verantwoordelijkheid over voor het bespelen van het zogenoemde "kleine orgel". Twee jaar later werd hij opvolger van Remouchamps aan het hoofdorgel. Vanaf 1633 verving hij gedeeltelijk zijn peetoom Léonard de Hodémont (1575-1639) als kapelmeester. Omdat hij (nog) te jong was, werd Pierre Probus opvolger van Léonard de Hodémont als kapelmeester. Tien jaar later was Pietkin de opvolger van de Hodémont.
Robert Eitner vermeldt nog dat hij kanunnik aan de Sint-Maartensbasiliek is geweest.
Zijn manuscripten en partituren zijn meestal verloren gegaan. Naar François-Joseph Fétis eind 19e eeuw bestaan er nog manuscripten/partituren in de archieven van de Sint-Lambertuskathedraal en van de Sint-Walburgakerk in Oudenaarde. Robijns/Zijlstra (1980) maakte er geen melding meer van.

## Composities

### Missen en andere kerkmuziek
- 1668 Sacri concentus - 32 motetten, voor zangstemmen met instrumentale begeleiding, op. 3
- 12 missen voor 6 tot 8-stemmen
- Benedicam Dominum, voor gemengd koor[4]
- Benedic, anima mea, Domino, voor gemengd koor[4]
- Vulnera cor meum, voor gemengd koor[4]
- O salutaris hostia uit "Le Grand livre de Choeur de Saint Lambert" - 11 motetten voor 5 tot 8 stemmen
- (Kerk-)Sonate nr. 1 à 4, voor ensemble (3 violen [of blokfluiten], basviool en basso continuo)
- (Kerk-)Sonate nr. 2 à 4, voor ensemble (3 violen [of blokfluiten], basviool en basso continuo)